# Burgstall Unterframmering
Der Burgstall Unterframmering bezeichnet eine abgegangene mittelalterliche Höhenburg in Unterframmering, einem Gemeindeteil des niederbayerischen Stadt Landau an der Isar im Landkreis Dingolfing-Landau. Er lag auf einer Anhöhe, die sich etwa 200 m südlich der Isar befindet. Die Anlage wird als Bodendenkmal unter der Aktennummer D-2-7342-0257 im Bayernatlas als „verebneter Burgstall des Mittelalters, Siedlung des Mittelalters und der frühen Neuzeit sowie mittelalterlich-frühneuzeitlicher Erdstall.“ geführt. 

## Geschichte
Der Ortsname wird von einem „Framheri“ abgeleitet, der als Gründer angenommen wird.
Die Burg in Frammering wird in einer Urkunde des Herzogs Ludwig der Kelheimer aus dem Jahre 1224 genannt. 
1998 wurde hier ein um 1400 abgebrannter Holzturm mit Erdkeller ergraben.
Der verebnete Burgstall ist heute von einem Parkplatz und Gebäuden des Schlosses Tannegg überbaut.